# パシフィック・コロシアム
パシフィック・コロシアムはカナダのバンクーバー北東部、ヘイスティングスパーク内にある屋内競技場。2010年冬季オリンピックではフィギュアスケートとショートトラックスピードスケートの競技会場として使用された。
アリーナは16,150人収容で、現在はWHLのバンクーバー・ジャイアンツの本拠地として使用されている。かつてはNHLのバンクーバー・カナックスの本拠地としても使用された。
アイスホッケー用のスケートリンクはフィギュアスケート用国際規格のリンクよりやや小さい。そのため本来このリンクでフィギュアスケートの国際大会を開催するのは困難であるが、バンクーバーオリンピックフィギュアスケート競技開催に向けて改修され、用途によって前列の観客席を取り外しリンクを拡張出来るようになった。

## 開催された大会
- NHLオールスターゲーム（1977年）
- アイスホッケーU20世界選手権（2006年）
- 四大陸フィギュアスケート選手権（2009年）